# Барраво
Барраво (англ. Burravoe) — шотландская деревня в юго-восточной части острова Йелл в архипелаге Шетландских островов.

## Этимология
Окончание -во (англ. -voe) — распространённое на Шетландских островах название узкого залива.

## География
Расположена на северном берегу бухты Барра, имеющую выход в пролив Йелл-Саунд.

## Экономика
Автодорога «B9081» соединяет Барраво с деревней Мид-Йелл в центре острова и деревней Улста на юго-западе.
Работает пристань в заливе Барра.

## Культура
В здании 1637 года постройки работает музей «Олд-Хаа».

## Образование
В деревне работает начальная школа «Burravoe Primary School», одиннадцать учащихся начальных классов (2009 год).

## Религия
Англиканская приходская церковь «St Colman’s Church» подчинена Епархии Абердина и Оркнейских островов Шотландской епископальной церкви.